# Chiara Fumai
Chiara Fumai (Roma, 22 de febrero de 1978 – Bari, 16 de agosto de 2017) fue una artista de performance italiana. 

## Biografía
Participó en documenta (13) con The Moral Exhibition House: un espacio para el levantamiento feminista en forma de feria, ubicado entre el Aueparke en Kassel y el techo del Fridericianum. Encarnó el espíritu de una mujer anónima en la colección de arte de la Fundación Querini Stampalia en Venecia (I Did Not Say or Mean "Warning" , 2013)  y creó una propaganda ficticia del Manifiesto SCUM de Valerie Solanas que refleja la primera campaña política de Silvio Berlusconi (Chiara Fumai lee a Valerie Solanas, 2013), gracias a la cual ganó el IX Premio Furla.  En España pudo verse en el MUSAC.
Con motivo de Contour 7, La Bienal de la Imagen en Movimiento, reescribió la historia de sus presentaciones en vivo en forma de sesión de espiritismo (El Libro de los Espíritus Malignos, 2015).
En 2017 Chiara Fumai ganó el XIV Premio Nueva York organizado por el Ministerio de Asuntos Exteriores y el Ministerio del Patrimonio Cultural. También expuso bajo el seudónimo de Nico Fumai, personaje ficticio inspirado en la figura de su padre.
Sus obras han sido expuestas en el Pabellón de Italia con motivo de la 58.ª Exposición Internacional de Arte de la Bienal de Venecia, y su trabajo llegó también a la feria de ARCO en 2017.
Fumai se suicidó en Bari el 16 de agosto de 2017, con tan solo 39 años.
La organización The Church of Chiara Fumai, fundada en 2018, es responsable de preservar y promover la memoria, la obra y el archivo de la artista. La institución - fundada por Liliana Chiari, Francesco Urbano Ragazzi, Rossella Biscotti, Milovan Farronato, con un comité científico compuesto por Carolyn Christov-Bakargiev, Mark Kremer, Marco Pasi - ha donado una gran colección de atrezo, libros, documentos y vinilos de Chiara Fumai en CRRI - Centro de Investigación Castello di Rivoli.
La Casa Encendida dedicó en 2022 una muestra a esta artista en colaboración con el Centre d´Art Contemporain Genève (Ginebra) con el objetivo de profundizar en el trabajo de esta compleja artista que utilizaba los lenguajes de la performance y la estética feminista.  Forman parte de la muestra la instalación The Moral Exhibition House. Los comisarios de la muestra eran Milovan Farronato y Francesco Urbano, miembros de la iglesia.

## Exposiciones individuales
Selección
- Né altra Né questa, Pabellón de Italia, 58. Exposición Internacional de Arte, Bienal de Venecia (2019)
- Chiara Fumai. Less Light, ISCP - International Studio & Curatorial Program, Nueva York (2019)
- Nico Fumai: siendo remezclado, Guido Costa Projects, Turín (2017)
- The Book of Evil Spirits, Waterside Contemporary, Londres (2016)
- Der Hexenhammer , Museion, Bolzano (2015)
- With Love from  $inister, Galería Victoria, Samara (2014)
- I Did Not Say or Mean "Warning" , Fundación Querini Stampalia, Venecia (2013)
- Follow This You Bitches, Centro Futura de Arte Contemporáneo, Praga (2013)
- Tutto giusto, Careof - DOCVA, Milán (2008)
- Poemas que nunca mostraré, Chiara Fumai 2007-2017, La Casa Encendida, Madrid (2022)[9]

## Premios
- 2013: Premio de Arte Furla, Bolonia
- 2016: XIV Premio Nueva York
- 2016: VII Premio Fundación VAF, Mención Especial
- 2016: Beca de la Fundación Dena para el Arte Contemporáneo, Francia